# Derolus lepautei
Derolus lepautei es una especie de escarabajo longicornio del género Derolus, tribu Cerambycini, subfamilia Cerambycinae. Fue descrita científicamente por Lepesme en 1947.

## Descripción
Mide 15-20 milímetros de longitud.

## Distribución
Se distribuye por Libia, Chad y Mauritania.